# Chileense zalmsector

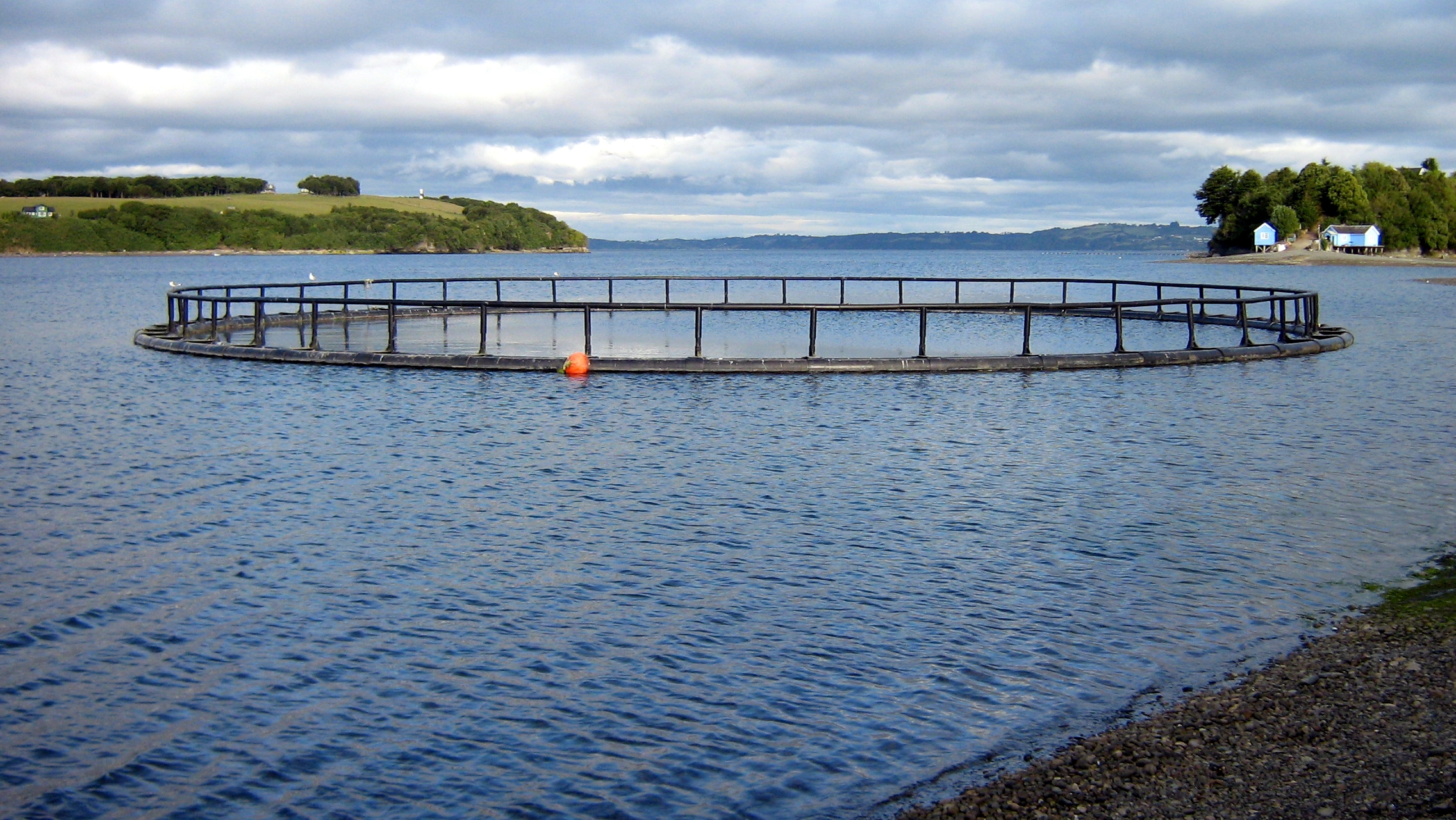
Kooi voor het kweken van vis in open water

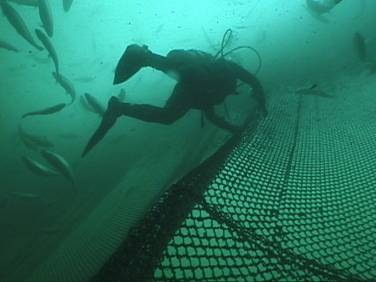
Netten houden de vissen in de kooi

De Chileense zalmsector heeft zich snel ontwikkeld. Binnen 25 jaar groeide deze vorm van aquacultuur meer dan 3500% en werken er meer dan 60.000 personen. In 2015 werd meer dan 800.000 ton aan vis gekweekt in het land, inclusief zo'n 100.000 ton forel. Jaarlijks wordt er een omzet gehaald van US$ 4 miljard. Na Noorwegen is Chili de tweede producent van zalm wereldwijd.

## Verklaringen voor de snelle groei
Rond 1980 speelde Fundación Chile een centrale rol in de ontwikkeling van de sector. Deze organisatie had tot doel technologie te ontwikkelen voor nieuwe sectoren, met geld van de Chileense overheid en van bedrijven. Rond 1980 startte Fundación Chile een proefbedrijf om te testen welke technologie het beste gebruikt kon worden voor zalmkweek. Tegelijkertijd werden geïnteresseerde ondernemers uitgenodigd om te laten zien dat zalmkweek technisch mogelijk was. Op deze manier maakte Fundación Chile ondernemers bewust van de enorme kansen, zodat velen besloten om mee te doen in de nieuwe zalmsector. De ontwikkeling van technologie door Fundación Chile zorgde er ook voor dat de financiële risico’s voor investeerders beperkt werden. 
Rond 1990 was de zalmsector uitgegroeid tot een volwaardige sector. Daardoor veranderde ook de manier waarop Fundación Chile betrokken was bij de sector. In de jaren tachtig coördineerde en stuurde deze organisatie de sector, maar in de jaren negentig veranderde dit in een begeleidende rol. Terwijl Fundación Chile een stap terug deed, werd de producentenorganisatie SalmonChile op 30 juni 1986 opgericht, die de coördinerende rol overnam. 
Kortom, een van de belangrijkste verklaringen voor de snelle ontwikkeling van deze sector is de samenwerking tussen publieke en private partijen, die wordt gekenmerkt door een strategische verschuiving tussen coördinerende organisaties.
Een andere verklaring voor de snelle ontwikkeling van de zalmsector heeft te maken met zonering en de invoering van vergunningen in 1991. Het zoneringprogramma maakt duidelijk welke delen van de kustgebieden toegankelijk zijn voor de ontwikkeling van de aquacultuur. Om gebruik te maken van deze locaties, moet een wettelijke toestemming worden verkregen in de vorm van een vergunning. 
Dit betekende een vorm van privatisering van het Chileense kustgebied, waarbij een soort schaarste wordt gecreëerd. Eén van de gevolgen van deze schaarste is dat er waarde wordt toegevoegd aan vergunningen. Hoe meer mensen gebruikmaken van deze locaties, hoe schaarser deze locaties worden en hoe hoger de waarde van de vergunningen. Dit betekent ook dat vergunninghouders zich inzetten voor de verdere ontwikkeling van de sector, omdat dit de waarde van hun vergunning verder zal verhogen.
Kortom, zonering en vergunningen waren belangrijk omdat ze nieuwe investeringen aantrokken. Dit heeft de ontwikkeling van de Chileense zalmsector zeker een sterke impuls gegeven. 

## Duurzame ontwikkeling in de toekomst
Zoals eerder werd genoemd veroorzaakt de uitbreiding van de zalmsector ook een aantal nieuwe uitdagingen. Twee van deze uitdagingen krijgen dikwijls aandacht in de Chileense media. 
De eerste uitdaging gaat over de impact op het milieu door het gebruik van antibiotica en andere chemicaliën. De tweede uitdaging gaat over conflicten tussen verschillende gebruikers van het kustgebied. Traditionele vissers klagen dat bepaalde delen van de kust gesloten zijn door de zalmvergunningen. Dit geldt ook voor het opbloeiende toerisme, dat weer vele nieuwe gebruikers aantrekt. 
Deze problemen moeten worden opgelost, maar de vraag is hoe. De verklaringen voor het succes uit het verleden bieden drie samenhangende oplossingen voor de toekomst.
De eerste stap is het ontwerpen van een Algemene Zonering Wet. Momenteel zijn er alleen voor de aquacultuursector wettelijk bepaalde zones. Andere sectoren hebben dergelijke zones niet toegewezen gekregen. Dit is de kern van de meeste conflicten als het gaat om het gebruik van het Chileense kustgebied. De geschiedenis toont aan dat de zalmsector zich snel kon ontwikkelen omdat er duidelijke regels waren voor het gebruik van water. Een Algemene Zonering Wet zorgt voor een duidelijk juridisch kader voor alle betrokken sectoren die gebruikmaken van het kustgebied. Dit is ook een stimulans voor andere sectoren, om de mogelijkheid voor ontwikkeling optimaal te benutten.
De tweede stap is kweken in de open oceaan. Een belangrijke reden voor de milieu-impact van zalmkweek heeft te maken met het feit dat kwekerijen in baaien liggen. Hierdoor kunnen residuen van antibiotica en chemische stoffen niet wegstromen, waardoor ze ophopen in de baaien. In de open oceaan kunnen chemicaliën wel uitspoelen, waardoor zalmkweek veel minder impact heeft op het milieu. Deze vorm van teelt is mogelijk nog veel winstgevender, omdat er veel meer zalm per hectare gekweekt kan worden. Bovendien concurreert de zalmsector in de open oceaan veel minder met andere sectoren als het gaat om het gebruik van de kust.
Voor het kweken in de open oceaan zullen echter wel nieuwe kooitechnologieën ontwikkeld moeten worden. Zoals het verleden heeft geleerd kunnen zonering en vergunningen nieuwe investeringen aantrekken. Daarom moet de nieuwe Algemene Zonering Wet het zoneren van de 1-7 mijlszone en het uitgeven van nieuwe vergunningen omvatten. Dit zal een stimulans betekenen voor de sector om te investeren in nieuwe kooitechnologieën. Op deze manier kunnen nieuwe deuren worden geopend naar een verdere en duurzamere ontwikkeling van de sector. 
De derde stap is een nieuwe samenwerking tussen publieke en private partijen. Deze samenwerking moet zich vooral richten op het ontwerpen en het uitvoeren van de Algemene Zonering Wet. Daarbij is het belangrijkste doel het zoneren van de open oceaan. Zoals eerder is uitgelegd, zou de ontwikkeling van de zalmsector niet mogelijk zijn geweest zonder de flexibele en dynamische samenwerking tussen de publieke en private sector. Bovendien laat de geschiedenis zien dat er een centrale en coördinerende speler nodig is voor deze samenwerking. De producentenorganisatie SalmonChile lijkt een zeer geschikte organisatie om de coördinatie van nieuwe partnerschappen op zich te nemen. 
Het is duidelijk dat er zeker een langetermijntoekomst is voor de zalmsector in Chili. Maar deze toekomst hangt af van het vermogen van publieke en private partijen om problemen op te lossen, zoals de impact op het milieu en de conflicten tussen verschillende gebruikers. De uitvoering van de drie plannen zijn een onvermijdelijk onderdeel van het oplossen van deze problemen. 